# Pseudoleptochelia mortenseni
Pseudoleptochelia mortenseni är en kräftdjursart som beskrevs av Lang 1973. Pseudoleptochelia mortenseni ingår i släktet Pseudoleptochelia och familjen Leptocheliidae. Inga underarter finns listade i Catalogue of Life.